# Prinzenpalais (Usingen)

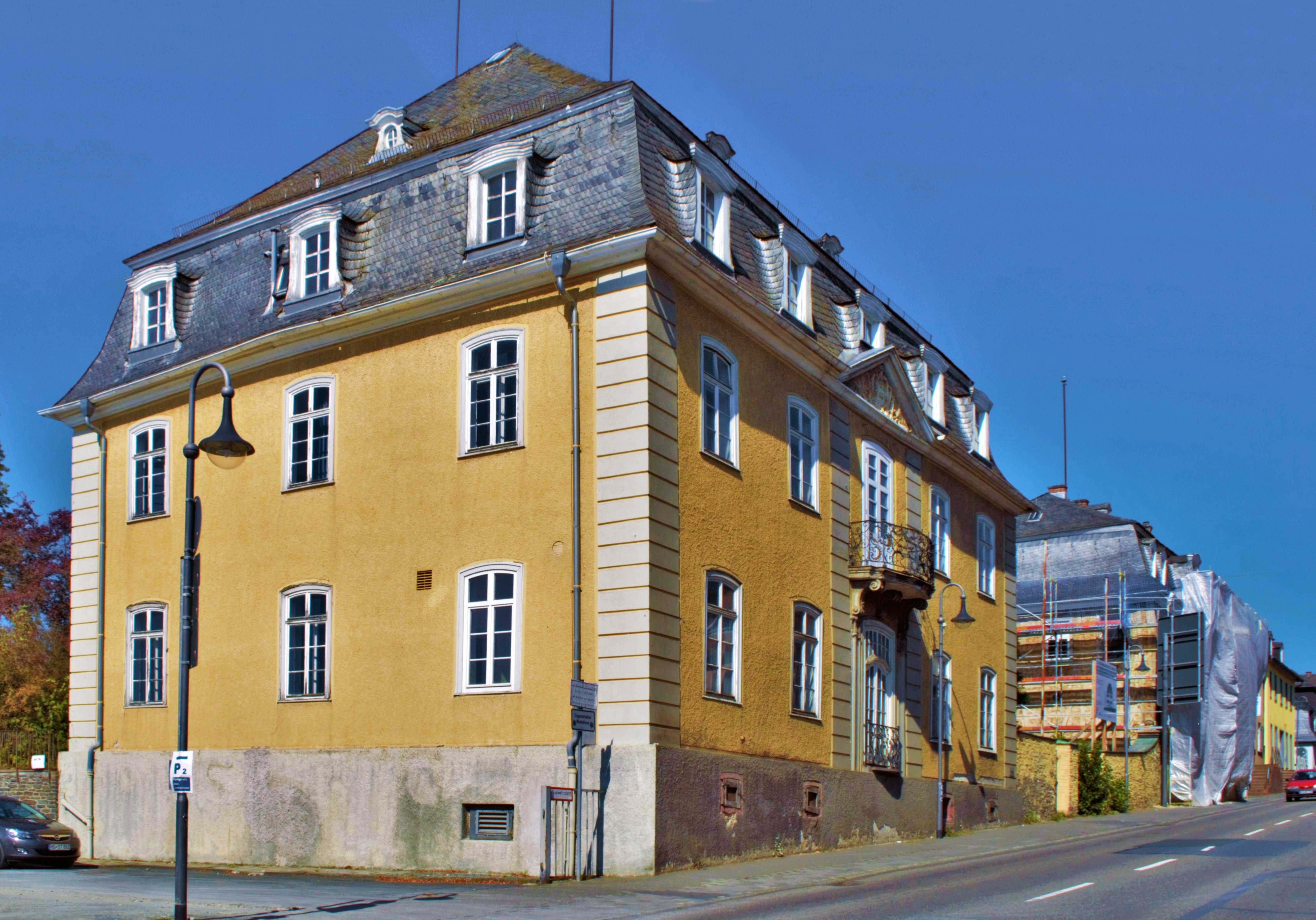
Prinzenpalais Straßenfront

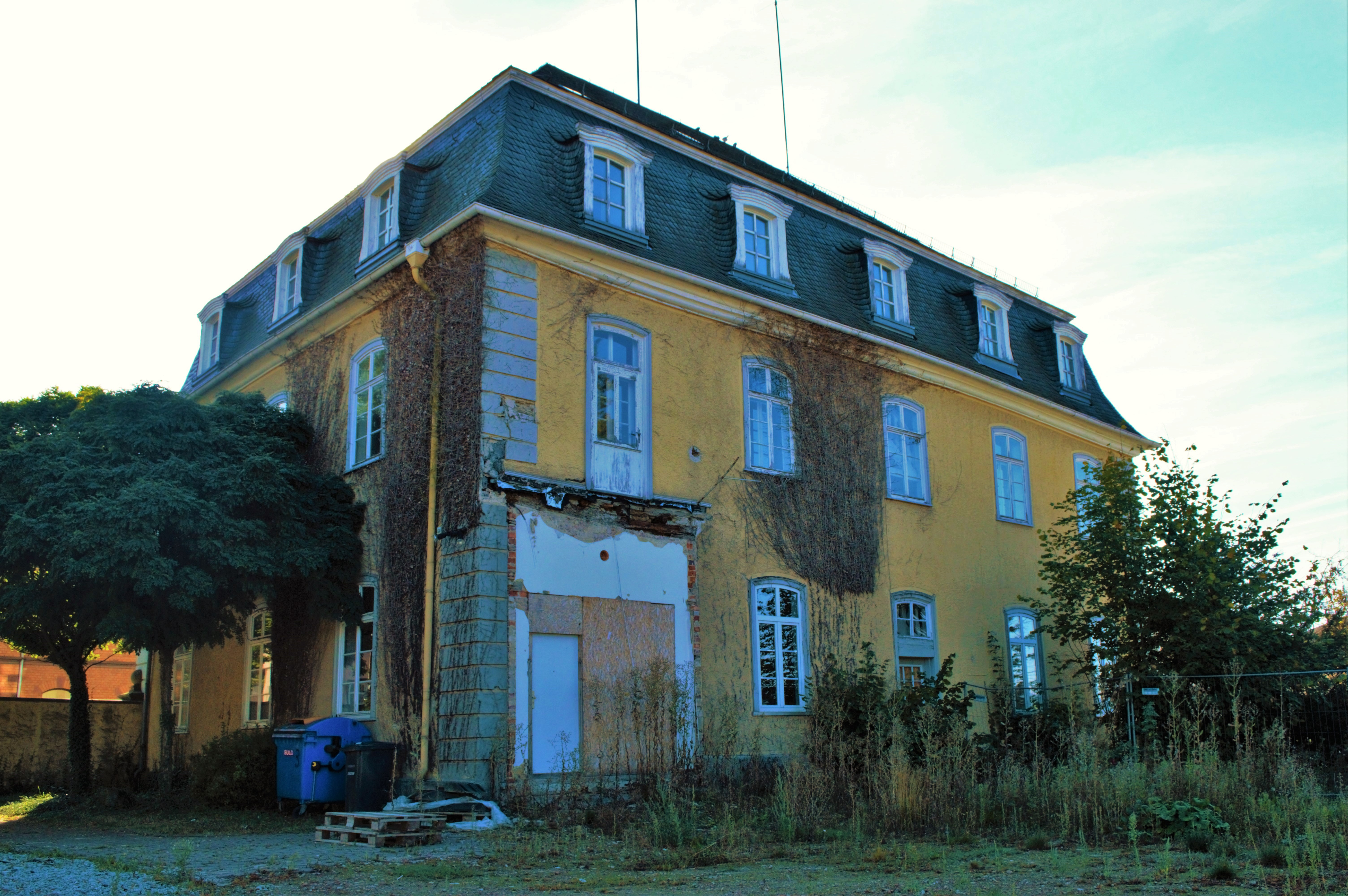
Rückseite

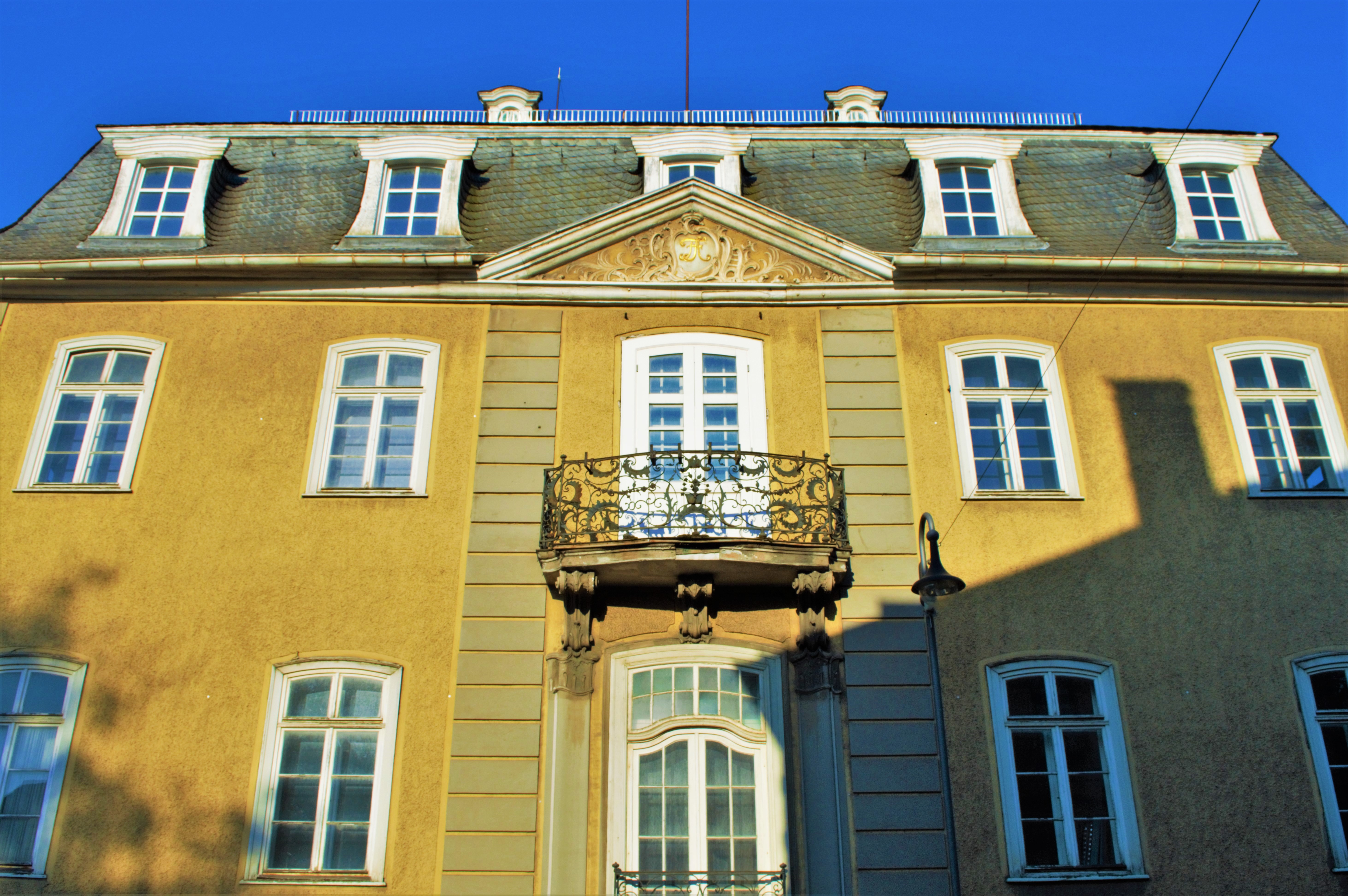
Vorderseite mit Mittelrisalit

Das Prinzenpalais war ein einfaches neuzeitliches Stadtpalais der Linie Nassau-Usingen und ist heute ein Baudenkmal in Usingen, einer Stadt im Hochtaunuskreis in Hessen.

## Lage
Das ehemalige kleine Stadtpalais befindet sich im Zentrum von Usingen an der B456 in der Obergasse 23. Das denkmalgeschützte Haus kann in Verbindung mit dem sich anschließenden sogenannten Beamtenhaus von um 1730 gesehen werden, Geburtshaus des ehemaligen nassauischen liberalen Politikers August Hergenhahn (* 16. April 1804 in Usingen; † 29. Dezember 1874 in Wiesbaden). Beide vom Stil her gleiche Häuser haben ein gemeinsames Grundstück, dem straßenseitig eine Mauer zwischen beiden Häusern vorgelagert war. Im 20. Jahrhundert befand sich rückwärtig ein Gebäude, das beide Häuser verband, aber inzwischen abgerissen wurde.

## Geschichte
1768 erwarb Friedrich August von Nassau-Usingen den Freihof (Hattsteiner Hof) am Usinger Obertor. In seinem Auftrag baute der Baumeister Johann Wilhelm Faber (1708–1780) das Palais, das Friedrich August als Prinz bewohnte. Nachdem er 1803 Fürst geworden war, wechselte er seinen Wohnsitz in das Biebricher Schloss. Das Prinzenpalais wurde an den Posthalter und Weinhändler Graf verkauft.
Mit der Bildung des Landkreises Usingen wurde das Prinzenpalais zum Landratsamt umgebaut. Nach dem Zweiten Weltkrieg erfolgten einige Anbauten, um dem gestiegenen Platzbedarf der Verwaltung zu entsprechen. Das Gebäude wurde nun hauptsächlich als „Kreishaus“ bezeichnet. Mit der Gebietsreform in Hessen wurde der Landkreis Usingen aufgelöst und Teil des Hochtaunuskreises. Kreisstadt wurde Bad Homburg vor der Höhe. Im Prinzenpalais verblieb zunächst noch eine Außenstelle der Kreisverwaltung und insbesondere die Kfz-Zulassungsstelle.

## Beschreibung
Das kleine Palais ist ein rechteckiger zweigeschossiger Baukörper von drei auf fünf Achsen mit einem Mansardwalmdach. Die fünfachsige längere Seite ist die nach Osten gerichtete Straßenfront, hat mittig über beide Etagen einen Mittelrisalit und weist im zweiten Stock einen Balkon mit geschwungenen Auflageverzierungen aus Sandstein und verziertem Geländer aus. Der Eingang besaß früher eine doppelseitige Freitreppe mit bauartgleichem Geländer und davorliegendem Kellereingang. Der Dreiecksgiebel mit den als Wappen angelegten ineinander verschlungenen und vergoldeten Initialen "FA" (von Friedrich August von Nassau-Usingen) reicht in das Walmdach hinein, dessen abgeknickte Dachseiten ein ausgebautes drittes Geschoss aufweisen und dessen Fenster als nur leicht vorspringende Rundgauben angelegt sind.
Das Haus besitzt geteilte Sprossenfenster.

## Heutige Nutzung
Bis Anfang 2000 wurde die Immobilie als Verwaltungsstandort verschiedener Landes- und Kreisbehörden genutzt, unter anderem waren bis 2014 die Kfz-Zulassungsstelle und die Beratungsstelle für Eltern, Kinder und Jugendliche des Kreises in den Gebäuden angesiedelt.
Inzwischen wurden die heruntergekommenen rückwärtigen Anbauten abgerissen und ein Renovierungsprojekt gestartet.